# 양화초등학교 시음분교
양화초등학교 시음분교는 대한민국 충청남도 부여군 양화면 상촌리 197에 있었던 공립 초등학교이다.

## 연혁
- 1945. 3.31 양화국민학교 시음분교장 인가
- 1945. 4. 1 개교(2학년 2학급)
- 1946.10.31 상촌리 201번지에 가교사 3교실 신축 이전
- 1949.12.23 시음국민학교로 승격
- 1951. 9. 19 가변소 1동 및 숙직실 신축
- 1956. 5. 9 가교사 3교실 도괴
- 1968. 5. 1 벽지학교 책정
- 1978. 3. 1 군 연구학교 지정
- 1994. 3. 1 양화국민학교 시음분교장으로 격하
- 1997. 3. 1 양화초등학교 통합